# Fritillaria charybdae
Fritillaria charybdae är en ryggsträngsdjursart som beskrevs av Lohmann in Lohmann och Buckmann 1926. Fritillaria charybdae ingår i släktet Fritillaria och familjen bägargroddar. Inga underarter finns listade i Catalogue of Life.